# Simplemente María (2015)
 (срп. Једноставно, Марија) мексичка је теленовела, продукцијске куће Телевиса, снимана 2015.

## Синопсис
Марија је лепа, јака и одлучна жена, која жви у малом мексичком селу у провинцији. Њен живот није испуњен луксузом, нити јој је блештавило потребно — једноставна је и за срећу су јој довољни тренуци проведени са породицом.
Живот ће јој се из корена променити када се њен отац, дон Хуан, пријави за борбу петлова на сеоском вашару. Улаже све наде у свог петла, који губи од певца прорачунатог Исаура. Када дон Хуан саопшти противнику да нема новац који му дугује, он му предлаже да му да руку своје најстарије кћери Марије, што Хуан, немајући куд, прихвата. Када сазна да се мора удати за човека кога не воли, Марија одлучује напустити село и побегне у мексичку престоницу. Њена једина савезница је пријатељица Пина, која јој помаже да се запосли као служавка.
Лепа Марија неуморно ради, па је Пина на дан рођендана приморава да се мало опусти и своје пунолетство прослави у градићу Хоћимилку. Тамо упознаје манипулатора Алехандра, који је очаран њеном лепотом и врло лако успева да освоји њено срце.
Пина схвата да се њена другарица заљубљује у Алехандра и одлучује да јој представи младића који би могао бити боља прилика за удају: професора Кристобала. То је младић доброга срца који врло радо пристаје да научи Марију да чита и пише, а како време пролази, све се више зближава са њом.
За то време, Алехандро девојци обећава куле и градове, па му се она, иако никада није имала дечка, у потпуности предаје. Ускоро сазнаје да је трудна и очекује да ће се удати за Алехандра, али њему то не пада на памет. Љута и повређена, Марија одлучује да се сама брине о свом детету.
Међутим, када постане мајка, губи и посао и кров над главом. Уточиште проналази у суседству доње Фелиситас, Кристобалове мајке. Тамо почиње да изучава кројачки занат, желећи да тако обезбеди сигурну будућност себи и детету.
У њен живот враћа се Алехандро, који не може да порекне да осећа нешто према њој, али под притиском оца и сестре Ванесе, одлучује да се ожени Дијаном, болешљивом девојком која по сваку цену жели да му роди дете. Кристобал му пребацује јер је насамарио Марију, али се сам не усуђује да јој изјави љубав
Упркос свим потешкоћама које живот ставља пред њу, Марија није спремна да се потчини судбини, те се уздигнуте главе суочава с недећама које живот ставља пред њу. Она је јака жена, примерена мајка, узор другим женама, она је једноставно — Марија…

## Ликови
- Марија (Клаудија Алварез) - Скромна, једноставна и лепа девојка доброг срца која воли своју породицу и сеоски начин живота, али мора побећи у град да би се спасила Исаура. Врло је талентована за кројачки занат и брзо учи. Алехандро, је први мушкарац у њеном животу, ког воли свим срцем упркос свему, док Кристобала цени и гледа као пријатеља. Највећи подстрек и инспирација јој је синчић Хуан Пабло, због кога ради све напорније не би ли му осигурала добру будућност.
- Алехандро (Хосе Рон) - Откако се родио, Алехандро је имао све, због чега је, окружен луксузом, израстао у хировитог младића. Његова велика страст су коњи и најрадије би се посветио ранчу, али не усуђује се да се супротстави оцу. Због тога уписује студије медицине, јер једино тако може да наследи породично богатство. Иако се заљубљује у Марију, тера је од себе да би удовољио породици. Планира венчање са Дијаном, а истовремено мрзи Кристобала из дна душе, јер је увек близу Марије.
- Ванеса (Арлет Теран) - Веома лепа жена, али гаји предрасуде према људима који не припдају њеном сталежу. Огорчена и болесно је привржена свом брату Алехандру. Сматра да ниједна жена није довољно добра за њега, а посебно не сиромашна Марија, коју мрзи из дна душе. Целог живота је била окружена луксузом, а по очевом наређењу удаје се за Марка, са којим живи несрећна, у браку у којем има свега сем искрене љубави.
- Кристобал (Фердинандо Валенсија) - Кристобал је игром судбине морао да сазри веома рано. Након очеве смрти постао је глава породице и требало је да помогне мајци и браћи. Он је частан и племенит младић великог срца, али и лепог изгледа. Ради као просветни радник и помаже коме год може. Опчињен је Маријом откако ју је упознао, иако зна да она воли Алехандра. Када схвати да не постоји шанса да освоји Маријино срце, пристаје да ожени Илсе и тако покуша да заборави жену коју воли.
- Пина (Мишел Рамахалија) - Простодушна и добра девојка, Маријина најбоља пријатељица. Весела је, лепа и непосредна. Када јој Марија затражи помоћ да би побегла у град, Пина без двоумљења креће са њом на пут. Не подржава Маријину везу са Алехандром, због чега је упознаје са Кристобалом сматрајући да он више одговара темпераменту њене пријатељице. Док помаже Марији да препроди љубавне јаде, Пина ће се заљубити у Лауреана и удати за њега.
- Марко (Франсиско Рубио) - Алехандров најбољи пријатељ. Упознали су се на студијама медицине. Добар је, љубазан и згодан младић. Чим је крочио у вилу Ривапаласиових, његово срце освојила је Алехандрова сестра Ванеса, која не обраћа пажњу на њега. Тек кад му родитељи погину, а он наследи огромно богатство, Ванеса приистаје да се уда за њега на очев наговор. Међутим, Марко једва подноси брак без љубави, а срећу упознаје тек кад му се роди кћеркица Лусија.

## Глумачка постава

### Главне улоге
| Глумац:          | Улога:                      |
| ---------------- | --------------------------- |
| Клаудија Алварез | Марија Флорес Риос          |
| Хосе Рон         | Алехандро Ривапаласио Ланда |

### Споредне улоге
| Глумац:               | Улога:                    |
| --------------------- | ------------------------- |
| Фердинандо Валенсија  | Кристобал Сервантес Нуњез |
| Арлет Теран           | Ванеса Ривапаласио Ланда  |
| Ана Мартин            | Доња Фели                 |
| Мишел Рамахалија      | Криспина Пина             |
| Франсиско Рубио       | Марко Аренти              |
| Кармен Бесера         | Карина Пинеда             |
| Клаудија Тројо        | Естела Лозано             |
| Беатриз Морено        | Ортенсија                 |
| Карлос Бонавидес      | Иносенсио                 |
| Норма Ерера           | Кармина                   |
| Ектор Саез            | Закаријас                 |
| Мигел Мартинес        | Фабијан Гарса             |
| Данијела Басо         | Јоланда                   |
| Ерик Дијаз            | Фаусто                    |
| Моника Санчез Наваро  | Хеорхина                  |
| Силвија Манрикез      | Марсела                   |
| Рикардо Барона        | Луис                      |
| Оскар Ферети          | проф. Хименес             |
| Хосуе Аревало         | Исауро                    |
| Норма Ласарено        | Оливија                   |
| Заиде Силва Гутијерез | Зенаида                   |
| Фернандо Роблес       | Дон Хуан                  |
| Умберто Елизондо      | Адолфо                    |